# 철암초등학교
철암초등학교는 대한민국 강원특별자치도 태백시에 있는 공립 초등학교이다.

## 학교 연혁
- 1941년 11월 11일: 철암국민학교 설립인가 (개교)
- 1981년 3월 1일: 철암국민학교 병설유치원 설립인가
- 1985년 5월 1일: 철암(백산분)초등학교(4학급)
- 1996년 3월 1일: 철암초등학교로 명칭 변경

## 참고 자료
- 철암초등학교 - 한국교육학술정보원 학교알리미